# Schillonie Calvert
Schillonie Calvert (Saint James, 27 de julho de 1988) é uma velocista jamaicana especialista nos 100 m e campeã mundial de atletismo. 
Conquistou a medalha de ouro no revezamento 4x100 m do Campeonato Mundial de Atletismo de 2013, em Moscou, com Kerron Stewart, Carrie Russell e Shelly-Ann Fraser-Pryce. Também integrou o 4x100 m jamaicano que estabeleceu um novo recorde para a prova dos Jogos da Comunidade Britânica em Glasgow 2014.